# Sports Hall of Fame Suriname
De Sports Hall of Fame Suriname was een sportmuseum in Paramaribo, Suriname. Het was tot circa 2022 gevestigd in het gebouw van het Surinaams Olympisch Comité, direct naast het André Kamperveenstadion.
Het museum werd op 6 november 2016 geopend door minister Faizal Abdoelgafoer van Sport- en Jeugdzaken. Direct na de ceremonie werd het Surinaams volkslied gezongen. In het museum en via de website was de sportencyclopedie van het museum in te zien.
Het museum toonde memorabilia en documentatie van sporters en rolmodellen uit de geschiedenis van de Surinaamse sport. Het museum zou in de loop van de jaren verder worden uitgebreid. Een sporter die uitgebreid werd belicht, was Letitia Vriesde, een atlete en een van de meest succesvolle Surinaamse sporters ooit. Zij was zelf aanwezig tijdens de opening. Ook waren er foto's, films en ander materiaal te zien van Anthony Nesty, een zwemmer en de eerste Surinamer die ooit goud behaalde tijdens Olympische Spelen. Daarnaast kwamen tal van andere Surinaamse sporters aan bod.